# Салліван Степлтон
Салліван Степлтон (англ. Sullivan Stapleton) — австралійський актор. Відомий ролями сержанта Деміена Скотта у серіалі «Удар у відповідь» (2011—2015), Крейґа Коді у фільмі «За законами вовків» (2010) та колишнього в'язня Джеймса у фільмі «Зранений змій» (2014). Також зіграв роль грецького полководця Фемістокла у фільмі «300 спартанців: Відродження імперії» (2014). З 2015 року входить до головного акторського складу серіалу «Сліпа зона», де виконує роль агента Курта Веллера.

## Біографія
Народився у Мелборні, Вікторія, Австралія. У ранньому віці почав співпрацю з модельним агентством та знявся у кількох телевізійних рекламах. Ба більше, впавши в око режисерові, хлопця запросили зіграти й у короткометражці. Задоволений його грою, режисер визнав парубка обдарованим та підбив його й надалі займатися акторською діяльністю.
Пройшов акторську підготовку в Мелборнському театрі Св. Мартіна (Melbourne's St. Martin's Theater). Також вивчав театральне мистецтво у Сендрінгемському коледжі (Sandringham College).

## Кар'єра
Почав свою кар'єру в Австралії. Отримав акторське посвідчення у дев'ятирічному віці, а коли йому виповнилося одинадцять почав зніматися у рекламах. Дебютував у кіно 1984 року, з'явившись в австралійському телефільмі «Дитяча різня у Бет», де зіграв роль Адріана. Окрім акторської діяльності, Саллівану довелось працювати й на модельних зйомках, чистити клітки тварин у зоомагазині, виконувати роботу машиніста сцени (зокрема на зйомках таких фільмів й серіалів як: «Принцеса слонів», «Раш» та «Плутанина»), допомагати столярам та трудитися на будівництві.
1998 року виконав роль Джоша Г'юса в австралійській мильній опері «Сусіди». Серед інших важливих ролей актора: Джастін Дейвіс в австралійському телесеріалі «Наше таємне життя» (2003—2005), Безстрашний у фільмі «Грудневі хлопчики» та спеціальний агент Вілкінз у фільмі «Приречені». Міжнародне ж визнання йому принесла роль Крейґа Коді у фільмі «За законами вовків», прем'єра якого відбулася 2010 року.
На початку 2014 року Салліван грав роль Даміена Скотта у серіалі «Удар у відповідь», зйомки якого у той час відбувалися у Таїланді. Проте, у лютому, актор впав зі бангкокської авторикші та, зазнавши травми голови, впав у кому. Зйомки серіалу довелося відкласти на пів року, до повного одужання актора.
З 2015 року входить до головного акторського складу серіалу «Сліпа зона», де виконує роль Курта Веллера, агента ФБР.

## Особисте життя
Протягом двох років Саліван зустрічався з акторкою Карлою Баннер, з якою розійшовся 2007 року. Також зустрічався з акторкою Джо Бет Тейлор, але пара теж розійшлась. Причиною ж став роман Саллівана з Евою Грін під час зйомок фільму «300 спартанців: Відродження імперії» .

## Фільмографія
| Рік  | Назва                               | Оригінальна назва       | Роль                      | Приміткки       |
| ---- | ----------------------------------- | ----------------------- | ------------------------- | --------------- |
| 1996 | Рівер Стріт                         | River Street            | Кріс                      |                 |
| 1998 | Емі                                 | Amy                     | Вейн Лассітер             |                 |
| 2000 |                                     | Bored Olives; City Loop | Дом                       |                 |
| 2003 | Спадає темрява                      | Darkness Falls          | Офіцер Метт Генр          |                 |
| 2004 | Все проходить                       | Everything Goes         | Джек                      | Короткометражка |
| 2007 | Приречені                           | The Condemned           | Спеціальний агент Вілкінз |                 |
| 2007 |                                     | The Bloody Sweet Hit    | Карл                      | Короткометражка |
| 2007 | Грудневі хлопчики                   | December Boys           | Безстрашний               |                 |
| 2010 | За законами вовків                  | Animal Kingdom          | Крейґ Коді                |                 |
| 2010 |                                     | Centre Place            | Джеймс Беллінтин          |                 |
| 2011 | Мисливець                           | The Hunter              | Дуг                       |                 |
| 2013 | Мисливці на гангстерів              | Gangster Squad          | Джек Велен                |                 |
| 2014 | 300 спартанців: Відродження імперії | 300: Rise of an Empire  | Фемістокл                 |                 |
| 2014 | Вбий мене тричі                     | Kill Me Three Times     | Натан Вебб                |                 |
| 2014 | Зранений змій                       | Cut Snake               | Поммі                     |                 |
| 2017 | Шибайголови                         | Renegades               | Метт Барнс                |                 |
| 2019 | Перегони на мільйон                 | Ride Like a Girl        | Даррен Вейр               |                 |

| Рік       | Назва                        | Оригінальна назва              | Роль                              | Примітки                                                                               |
| --------- | ---------------------------- | ------------------------------ | --------------------------------- | -------------------------------------------------------------------------------------- |
| 1994      | Дитяча різня у Бет           | Baby Bath Massacre             | Адріан                            | Телефільм                                                                              |
| 1996–2003 | Блу Гіллери                  | Blue Heelers                   | Гетін Фокс/ Ентоні Гуд /Ян Шеннон | Епізоди: «Father's Day: Part 1», «Father's Day: Part 2», «Victims», «Second Innings»   |
| 1997      | Гарні хлопці — погані хлопці | Good Guys Bad Guys             | Пол Морелло                       | Епізод: «A Bilby in Rat's Clothing»                                                    |
| 1998      | Радіобум                     | Raw FM                         | Бакі                              | Епізод: «Raw'n'Sore»                                                                   |
| 1998      | Сусіди                       | Neighbours                     | Джош Г'юс                         | 10 епізодів                                                                            |
| 1998      | Джин із Австралії            | The Genie from Down Under 2    | Серфер #2                         | Епізод: «The Cold Shoulder»                                                            |
| 1998      | Галіфакс                     | Halifax f.p.                   | Геміш                             | Епізод: «Afraid of the Dark»                                                           |
| 1997–1998 | Державний коронер            | State Coroner                  | 'Буллбар' Бенсон/Даррен Пайк      | Епізоди: «Sunday in the Country», «Final Approach»                                     |
| 1999      | Полювання на відьом          | Witch Hunt                     | Крейґ Томас                       | Телефільм                                                                              |
| 1999      | Свинячий сніданок            | Pigs Breakfast                 |                                   | телесеріал                                                                             |
| 1999      | Стінгери                     | Stingers                       | Метт Вілмотт                      | Епізод: «Dance With the Dragon»                                                        |
| 2000      | Щось у повітрі               | Something in the Air           | Вейн Тейлор                       | Епізоди: «The Best Man», «The Things We Do», «The Big Match», «Return of the Prodigal» |
| 2000      | Зелені вітрила               | Green Sails                    | Інфант                            | Телефільм                                                                              |
| 2001      | Мій брат Джек                | My Brother Jack                | Янг Джо                           | Телефільм                                                                              |
| 2002      | МДА                          | MDA                            | Бен Кілті                         | Епізоди: «Rites of Passage», «One Small Step»                                          |
| 2003–2005 | Наше таємне життя            | The Secret Life of Us          | Джастін Дейвіс                    | 24 епізоди                                                                             |
| 2005      | Маленький Оберон             | Little Oberon                  | Мартін                            | Телефільм                                                                              |
| 2006      | Доньки Маклеода              | McLeod's Daughters             | Дрю Корнвелл                      | Епізод: «Winners & Losers»                                                             |
| 2007–2009 | Задоволення                  | Satisfaction                   | Джош                              | 13 епізодів                                                                            |
| 2008      | Кримінальна Австралія        | Underbelly                     | Пет Барбаро                       | Епізод: «Suffer the Children»                                                          |
| 2008      | Канал Роуд                   | Canal Road                     | Джек Логан                        | Епізоди: «Episode 2», «Episode 5», «Episode 10»                                        |
| 2008      | Раш                          | Rush                           | Юрі                               | Епізод: «Episode 12»                                                                   |
| 2009      | Карла Каметті                | Carla Cametti PD               | Метт Броді                        | 6 епізодів                                                                             |
| 2009      | Морський патруль             | Sea Patrol                     | Джеофф Кіршо                      | Епізод: «Guns»                                                                         |
| 2010      |                              | The Odds                       | Вейд                              | Телефільм                                                                              |
| 2010      | Зовсім низько                | Lowdown                        | Олівер Беррі                      | Епізод: «Bonk Bonk, Who's There?»                                                      |
| 2011      | Вразливі файли: Проникнення  | Underbelly Files: Infiltration | Колін МакЛарен                    | Телефільм                                                                              |
| 2011–2015 | Удар у відповідь             | Strike Back]                   | Сержант Даміен Скотт              | 40 Епізодів                                                                            |
| 2015–2020 | Сліпа зона                   | Blindspot                      | Курт Веллер                       | Головний акторський склад                                                              |